# Àstrid Bergès-Frisbey
Àstrid Bergès-Frisbey (ur. 26 maja 1986 w Barcelonie) – aktorka i modelka pochodzenia francusko-hiszpańskiego. Jest laureatką nagrody Prix Suzanne Bianchetti w 2009 roku i Chopard Award Trophée dla Rewelacyjnych Kobiet Roku w 2011 na festiwalu w Cannes.

## Życie
Urodziła się w 1986 roku w Barcelonie. Ma hiszpańsko-francusko-amerykańskie korzenie; jej ojcem jest Hiszpanem, zaś matka Francuzko-Amerykanką. Dziadek Astrid, Thomas Linton Frisbey, miał angielskie pochodzenie, podczas gdy babcia Astrid, Astrid Duboucheron, jest Francuzką. W wieku dwóch lat jej rodzice się rozwiedli. Gdy miała 5 lat, jej rodzina przeprowadziła się do południowo-zachodniej Francji. Najpierw do Mathes (Charente-Maritime), a następnie do Saint-Sulpice-de-Royan, by w końcu osiąść w Royan, gdzie młoda Astrid studiowała w Kolegium Henri Dunant. Jej matka wyszła za mąż za Andaluzyjczyka. Spędziła pięć lat z ojcem w Republice Dominikany, gdzie dostała swoją pierwszą pracę jako kelnerka. Ma trzy młodsze siostry. W hiszpańskim wywiadzie powiedziała też, że nie je mięsa. Aktualnie mieszka w Paryżu razem z kotem o imieniu Cień.
Włada biegle językiem katalońskim, francuskim, hiszpańskim, a na potrzeby filmów zaczęła się uczyć w 2011 angielskiego oraz w 2014 włoskiego. Jej cechą charakterystyczną są wielobarwne oczy (ma centralną heterochromię).

## Kariera
Początkowo planowała zostać osteopatą, jednak studia w tym kierunku porzuciła ze względu na śmierć ojca (miał 46 lat) i zajęła się teatrem rozpoczynając studia na Cours Simon. Dwa lata przed śmiercią ojca, umarł również jej dziadek. Zadebiutowała dzięki internetowi i tak znalazła pracę w Jego Wysokości Mniejszej, choć nie przypuszczała, że to może zadziałać.
Karierę rozpoczęła w 2007 roku, występując we francuskim serialu Sur le fil i w filmie Divine Émilie. Już rok później pojawiła się na dużym ekranie obok Isabelle Huppert i Gasparda Ulliela w Un Barrage contre le Pacifique. W 2008 zadebiutowała w filmie Nadbrzeże. W 2010 spróbowała swoich sił jako modelka, biorąc udział w kampanii reklamowej ubrań marki French Connection na sezon wiosenno-letni i jesienno-zimowy. Również w tym roku została nominowana do Cezara dla Najlepszej Aktorki Roku 2010. Jest ambasadorką marki Chanel. Regularnie ubiera się pod okiem projektanta mody Maxime Simoens poznanego w 2014.
Cały czas grała we francuskich oraz hiszpańskich filmach, takich jak np. Córka studniarza czy Bruc – legendarny pościg. W 2011 roku, po wielu przesłuchaniach, reżyser Rob Marshall i producent Jerry Bruckheimer wybrali ją do roli Syreny w kontynuacji serii Piraci z Karaibów: Na nieznanych wodach. Zagrała także w hiszpańskim filmie El sexo de Los Angeles z Llorenç González i Álvaro Cervantesem. Film został nakręcony w Barcelonie. Zagrała także tytułową rolę we francuskim filmie Juliette. Następnie zagrała w swoim drugim anglojęzycznym filmie, Początek (I Origins) jako Sofi.

## Filmografia

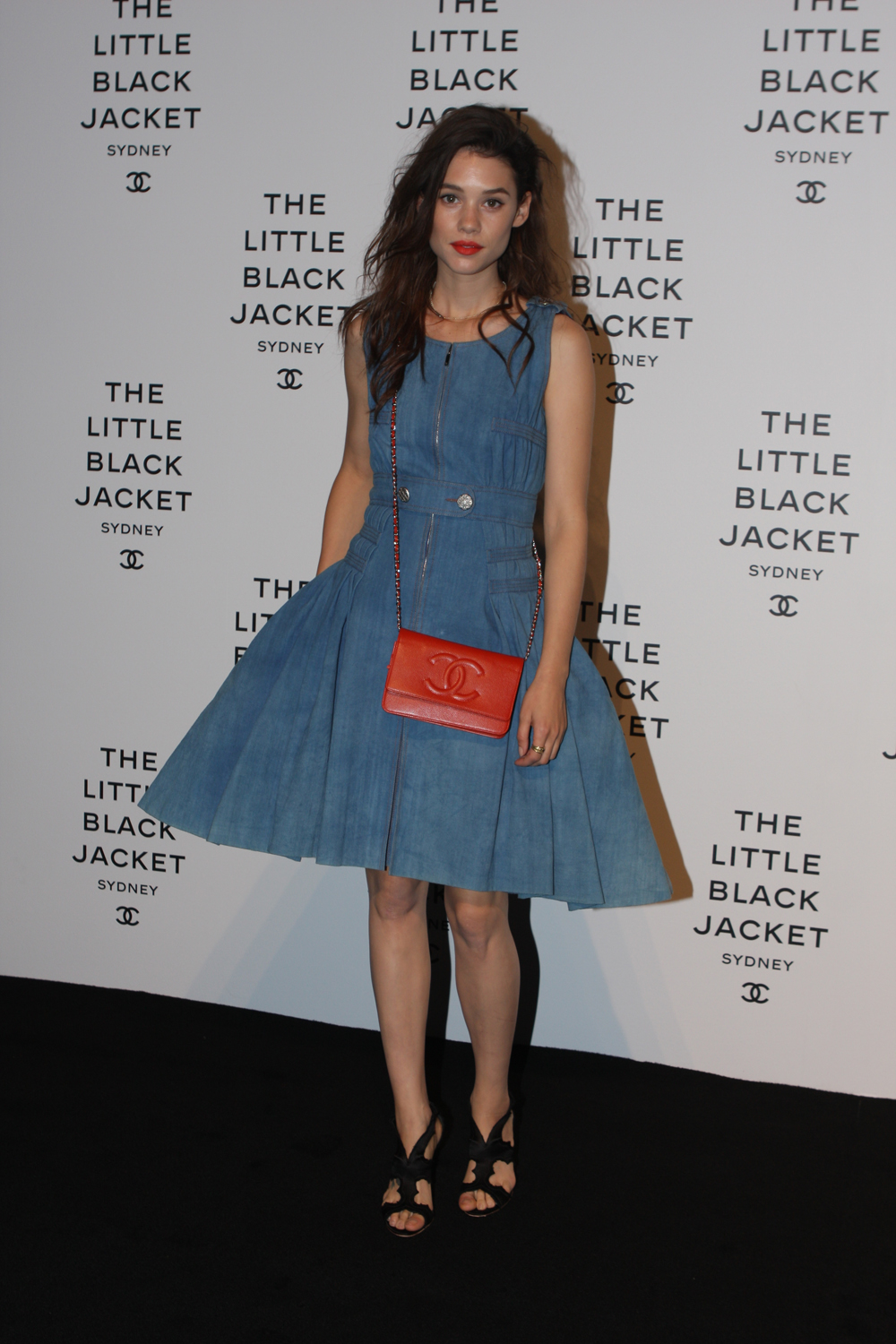
Àstrid Bergès-Frisbey (2012)

- 2007: Sur le fil jako Marie Sertissian (serial TV)
- 2007: Divine Émilie jako markiza de Boufflers (film TV)
- 2008: Equus jako Jill Mason
- 2008: Elles et moi jako młoda Isabel
- 2008: Nadbrzeże jako Suzanne
- 2009: La Première Étoile jako Juliette
- 2009: La Reine Morte (film TV)
- 2009: Extase jako Jeanne
- 2010: Bruc (Bruc, el desafío ou Bruc. La llegenda) jako Gloria
- 2011: Piraci z Karaibów: Na nieznanych wodach jako syrena
- 2011: Córka studniarza (La fille du puisatier) jako Patricia
- 2012: El Sexo de los ángeles jako Carla
- 2013: Juliette jako Juliette Karsenty
- 2014: Początek jako Sofi
- 2015: Alaska jako Nadine
- 2017: Król Artur: Legenda miecza jako Mag
- 2021: L’autre jako Marie
- 2021: Way Down jako Lorraine